# Haemodracon riebeckii
Haemodracon riebeckii är en ödleart som beskrevs av  Peters 1882. Haemodracon riebeckii ingår i släktet Haemodracon och familjen geckoödlor. IUCN kategoriserar arten globalt som livskraftig. Inga underarter finns listade i Catalogue of Life.